# 歯科医師法
歯科医師法（しかいしほう、昭和23年7月30日法律第202号）は、歯科医師全般の職務・資格などに関する日本の法律である。
歯科三法（歯科医師法、歯科衛生士法、歯科技工士法）の一つ。

## 主な規定
主に歯科医師としての業務、義務に関して規定している。（なお、業務上の秘密を守る義務、虚偽記載の罰、過失傷害の罰は刑法により規定されている。）
以下に主な規定を概説する。
第1条　歯科医師の任務歯科医療と保健指導を掌ることによって、公衆衛生の向上と増進に寄与し、国民の健康的な生活を確保する。
第3条　絶対的欠格事由未成年者は歯科医師になれない。
第4条　相対的欠格事由心身の障害により歯科医師の業務を適正に行うことができない者、麻薬、大麻、あへん中毒、罰金刑以上の刑に処せられたもの、医事に関する犯罪、不正を行ったもの
第6条　登録・免許証の交付及び届出歯科医師国家試験に合格した者の申請で歯科医籍に登録されたもの、厚生労働大臣が免許を与えたときは免許を交付する
第7条　歯科医師の処分戒告、3年以内の歯科医業の停止、免許の取り消し処分を厚生労働大臣から受ける。第7条の2の歯科医業の停止を命ぜられ、当該期間中に歯科医業を行った者は第30条の規定により1年以下の懲役または50万円以下の罰金または併科
第11条　歯科医師国家試験受験資格
第15条　歯科医師国家試験または歯科医師国家試験予備試験における不正行為の禁止第30条の規定により虚偽の事実、不正によって免許を得た者は3年以下の懲役または100万円以下の罰金
第17条　歯科医師以外の歯科医業の禁止第30条の規定により3年以下の懲役または100万円以下の罰金または併科
第18条　名称の使用制限第30条の2の規定により3年以下の懲役または200万円以下の罰金または併科
第19条　応召義務及び診断書交付の義務
第20条　無診療治療等の禁止
第21条　処方箋の交付義務
第23条　診療録の記載及び保有

## 例外規定など
第22条　処方箋交付の義務の例外以下の場合は処方箋を交付しなくてもよい。
1. 患者などが不要の申し出をした場合。
2. 暗示的効果を期待する場合。
3. 患者に不安を与える場合。
4. 病状の短時間の変化に即応して投薬する場合。
5. 診断または治療方法が未定の場合。
6. 応急措置として投薬する場合。
7. 安静を要する患者以外に薬剤の交付を受けるものがいない場合。
8. 薬剤師のいない船舶内で投薬する場合。

## 歯科医師の義務
一般に歯科医師の義務は数多くの法律にまたがって記述されている。例えば、患者情報の守秘義務などは刑法に記述されている。以下、歯科医師法によって定められている歯科医師の義務を列挙する。
1. 療養指導義務
2. 応召義務
3. 診断書の交付義務
4. 無診療治療の禁止
5. 処方箋の交付義務
6. 歯科医師の現状届
7. 診療録の記載及び保存義務

## 罰則規定
本法には罰則規定がある。例えば、歯科医師以外の者の歯科医業禁止、名称の使用制限、無診療治療の禁止、処方箋の交付、診療録の記載、及び保存の条項に関しては具体的な罰則規定が存在する。